# بنجامين فرانكلين ويلسون
بنجامين فرانكلين ويلسون (بالإنجليزية: Benjamin Franklin Wilson)‏ هو سياسي أمريكي، ولد في 1855 في تكساس في الولايات المتحدة، وتوفي في 1934 في أوكلاهوما سيتي في الولايات المتحدة. حزبياً، نشط في الحزب الديمقراطي. وقد انتخب عضو مجلس نواب أوكلاهوما.